# Помп'яно
Помп'яно (італ. Pompiano) — муніципалітет в Італії, у регіоні Ломбардія, провінція Брешія.
Помп'яно розташований на відстані близько 450 км на північний захід від Рима, 65 км на схід від Мілана, 22 км на південний захід від Брешії.
Населення — 3882 особи (2014).
Щорічний фестиваль відбувається 30 листопада. Покровитель — S. Andrea.

## Демографія
Населення за роками:

Станом на 1 січня 2023 року в муніципалітеті офіційно проживало 435 іноземців з 27 країн, серед них 36 громадян країн Євросоюзу та 9 громадян України.

## Сусідні муніципалітети
- Барбарига
- Комеццано-Чиццаго
- Корцано
- Орцинуові
- Орцивеккі